# Daniela Rechberger
Daniela Rechberger (* 12. November 1980 in Habruck) ist eine ehemalige österreichische Duathletin, Triathletin und Duathlon-Staatsmeisterin (2010).

## Werdegang
Daniela Rechberger betreibt Triathlon seit 2004.
Sie ist mehrfache oberösterreichische Landesmeisterin Sprinttriathlon (2010, 2011), auf der olympischen Distanz (2011, 2012) sowie auf der Triathlon-Mitteldistanz (2008, 2010, 2011).
Im August 2010 wurde sie in Oberösterreich Duathlon-Staatsmeisterin über die Langdistanz. Seit 2012 tritt sie nicht mehr international in Erscheinung.
Rechberger lebt in Linz und arbeitet als Physiotherapeutin in Linzer AKh.

## Sportliche Erfolge
| Datum/Jahr    | Rang | Wettbewerb                                    | Austragungsort | Zeit     | Bemerkung |
| ------------- | ---- | --------------------------------------------- | -------------- | -------- | --- |
| 22. Aug. 2010 | 1    | ÖTRV Staatsmeisterschaft Duathlon Langdistanz | Weyer          | 04:33:43 | Mit dem sechsten Rang beim Powerman Austria gewinnt Rechberger die Österreichische Duathlon-Staatsmeisterschaft auf der Langdistanz. |
| 2005          | 3    | ÖTRV Staatsmeisterschaft Duathlon Kurzdistanz | Kronstorf      |          | |

| Datum/Jahr    | Rang | Wettbewerb                             | Austragungsort | Zeit     | Bemerkung                                                        |
| ------------- | ---- | -------------------------------------- | -------------- | -------- | ---------------------------------------------------------------- |
| 7. Juli 2012  | 1    | Steeltownman                           | Linz           | 02:14:18 | oberösterreichische Landesmeisterin                              |
| 15. Aug. 2011 | 2    | Ausee Triathlon                        | Ausee          |          |                                                                  |
| 31. Juli 2011 | 1    | Gmunden Triathlon                      | Gmunden        |          | im Salzkammergut                                                 |
| 9. Juli 2011  | 1    | Steeltownman                           | Linz           | 02:18:48 | Siegerin über die olympische Distanz                             |
| 12. Sep. 2010 | 22   | ITU Triathlon World Championship 30–34 | Budapest       | 02:12:38 | Grand Final                                                      |
| 24. Mai 2008  | 3    | Linz-Triathlon                         | Linz           | 04:44:47 | als beste Österreicherin und Landesmeisterin auf der Halbdistanz |

(DNF – Did Not Finish)